# 30-as busz (Debrecen)

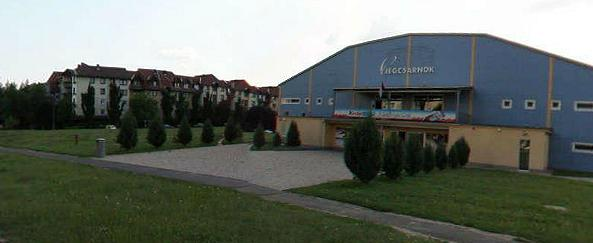
Jégcsarnok

A debreceni 30-as jelzésű autóbusz a Jégcsarnok és  Bánk között közlekedik. Útvonala során érinti a Jégcsarnokot, Tócóskertet, Nagyállomást, zsibogót, kondorosi hidat, Horgásztavakat, bánki iskolát, Állatmenhelyt, ATEVE-et, ipari területeket és Bánkot. A város leghosszabb járata (22 km).  A 30-as buszon felül közlekednek 30N, 30A és 30I jelzéssel is járatok, hasonló útvonalon.
Jelenlegi menetrendje 2011. július 1-jétől érvényes.

## Története
1975. június 23-án megszűnt a 4-es villamos. Másnaptól villamospótló busz járt a villamos helyett. Nemsokára a villamospótló járatot 30-asra nevezték át. Ekkor a Béke útja és a Borzán Gáspár utca között közlekedett a Vágóhíd utcán át. 1979. február 24-én a járat belső végállomása a Nagyállomásra került. Ekkor a Nagyállomás - Wesselényi utca - Vágóhíd utca - Diószegi út - Borzán Gáspár utca útvonalon közlekedett. 1988. július 2-án a járat a Diószegi útig hosszabbodott, a korábbi útvonalon pedig elindult a 30A busz. 2003. június 16-án a 29-es és a 30-as buszt összevonták, így a 30-as busz már a Derék utca - Vincellér utca - István út - Déli sor - Raktár utca - Nagyállomás - Wesselényi utca - Vágóhíd utca - Diószegi út útvonalon közlekedett. Ezzel egyidejűleg a 29-es és a 30A busz megszűnt. 2010. július 12-től a 30-as és a 49-es busz tanszünetben és hétvégén összevonták, így a 30-as újabb hosszabbításon esett át. A Diószegi úton már nem fordult még, hanem tovább haladt Bánkig. Hétköznap maradtak a 49-es és 49I járatok, a 30-as busz addigi útvonalán a Jégcsarnok és a Diószegi út között pedig az újrainduló 30A busz közlekedett. Egy év múlva, 2011. július 1-én végleg összevonták a 30/30A és 49/49I járatokat. A 30-as járat Jégcsarnok és Bánk között közlekedik már minden nap, a 30A a Jégcsarnok és a Diószegi út között közlekedik csúcsidőben és szombat délelőtt, a 30I járat pedig az egykori 49I járat útvonalán közlekedik a Nagyállomás és Bánk között. 2012-ben beindult a 30-as járat család negyedik járata a 30N busz, mely a Nagyállomástól Bánkig közlekedik a hajnali órákban.

## Járművek
A viszonylaton Alfa Cívis 18 csuklós buszok közlekednek.

## Útvonala
| Év        | Végállomások                                        | Útvonal oda | Útvonal vissza |
| --------- | --------------------------------------------------- | --- | --- |
| 1975-1979 | Béke útja – Borzán Gáspár utca                      | Piac utca – Kossuth utca – Burgundia utca – Szent Anna utca – Vágóhíd utca – Diószegi út                                                                      | Diószegi út – Vágóhíd utca |
| 1979-1988 | MÁV állomás – Borzán Gáspár utca                    | Wesselényi utca – Vágóhíd utca – Diószegi út | Diószegi út – Vágóhíd utca – Wesselényi utca |
| 1988-2003 | Nagyállomás – (30A: Borzán Gáspár utca)/Diószegi út | Wesselényi utca – Vágóhíd utca – (30A: Borzán Gáspár utca) | (30A: Borzán Gáspár utca) – Vágóhíd utca – Wesselényi utca                                                                                       |
| 2003-2010 | Derék utca – Diószegi út                            | Vincellér utca – István út – Déli sor – Raktár utca – Nagyállomás – Wesselényi utca – Vágóhíd utca                                                            | Vágóhíd utca – Wesselényi utca – Nagyállomás – Raktár utca – Déli sor – István út – Vincellér utca                                               |
| 2010-2013 | Jégcsarnok – Bánk                                   | Vincellér utca – István út – Déli sor – Raktár utca – Nagyállomás – Wesselényi utca – Vágóhíd utca – Diószegi út – Tiborc utca                                | Tiborc utca – Diószegi út – Vágóhíd utca – Wesselényi utca – Nagyállomás – Raktár utca – Déli sor – István út – Vincellér utca                   |
| 2013-től  | Jégcsarnok – Bánk                                   | Derék utca – Vincellér utca – István út – Déli sor – Salétrom utca – Erzsébet utca – Nagyállomás – Wesselényi utca – Vágóhíd utca – Diószegi út – Tiborc utca | Tiborc utca – Diószegi út – Vágóhíd utca – Wesselényi utca – Nagyállomás – Erzsébet utca – Salétrom utca – Déli sor – István út – Vincellér utca |

## Megállóhelyei
Az átszállási kapcsolatok között a Jégcsarnok és a Diószegi út között azonos útvonalon közlekedő 30A busz nincsen feltüntetve.
| 0  | Jégcsarnok végállomás            | 46 | 19 |
| 1  | Holló László sétány              | 45 | 12, 19, 22, 22Y, 24, 24Y, 25, 25Y, 125, 125Y |
| 2  | Sárvári Pál utca                 | 44 | 12, 19, 22, 22Y, 24, 24Y, 25, 25Y, 125, 125Y |
| 3  | Vincellér utca                   | 43 | 12, 19, 22, 22Y, 24, 24Y, 25, 25Y, 41, 41Y, 45, 125 |
| 4  | Tócóskert tér                    | 42 | 19, 22, 22Y, 24, 24Y, 41, 41Y, 45 |
| 7  | Déli sor                         | 38 | |
| 8  | Déli sor 55.                     | 37 | |
| 9  | Trombitás utca                   | 36 | |
| 10 | Salétrom utca                    | 35 | |
| 12 | MÁV-rendelő                      | 33 | 10, 10A, 10Y, 14, 39, 46, 46H, 49, 49Y, 146 5, 5A Helyközi buszok                                                                                      |
| 14 | Nagyállomás                      | 31 | 1, 2 10, 10A, 10Y, 14, 16, 18, 18Y, 21, 30I, 30N, 37, 39, 42, 42A, 43, 44, 46, 46E, 46H, 47, 47Y, 48, 49, 49Y, 146, A1, Airport1 5, 5A Helyközi buszok |
| 16 | Wesselényi utca                  | 28 | 15, 15Y, 16, 21, 30N, 37, 43, A1 5, 5A Helyközi buszok                                                                                                 |
| 18 | Vágóhíd utca, felüljáró          | ∫  | 15, 15Y, 30N Helyközi buszok |
| 20 | Vágóhíd utca                     | 24 | 15, 15Y, 30N |
| 21 | Zsibogó                          | 23 | 15, 15Y, 30N |
| 22 | Rigó utca                        | 22 | 15, 15Y, 30N Helyközi buszok |
| 23 | Bihari utca (↓) Sipos utca (↑)   | 21 | 11, 15, 15Y, 30N Helyközi buszok |
| 25 | Borzán Gáspár utca               | 19 | 11, 15, 15Y, 30I, 30N Helyközi buszok |
| 26 | Diószegi út                      | 17 | 15Y, 30I, 30N, 41Y |
| 27 | Kisbánya utca                    | 16 | 30I, 30N |
| 28 | Kondorosi híd                    | 15 | 30I, 30N |
| 29 | Csárda utca                      | 14 | 30I, 30N |
| 30 | Biczókert utca                   | 13 | 30I, 30N |
| 31 | Páfrány utca (↓) Fóliás utca (↑) | 12 | 30I, 30N Helyközi buszok |
| 32 | Barackos utca                    | 11 | 30I, 30N Helyközi buszok |
| 33 | Szüret utca                      | 10 | 30I, 30N |
| 34 | Horgásztavak                     | 9  | 30I, 30N |
| 36 | Vekeri elágazás                  | 7  | 30I, 30N Helyközi buszok |
| 38 | Bánk, iskola                     | 5  | 30I, 30N Helyközi buszok |
| 40 | Tiborc utca                      | 4  | 30I, 30N Helyközi buszok |
| 41 | Állatmenhely                     | 2  | 30I, 30N |
| 42 | ATEV                             | 1  | 30I, 30N |
| 43 | Bánk végállomás                  | 0  | 30I, 30N |